# Бровко Микола Миколайович
Микола Миколайович Бровко́ (народився 8 березня 1951 року в місті Носівка Чернігівської області) — український вчений-філософ, доктор філософських наук (1996), професор (1999), професор кафедри івент-менеджменту та індустрії дозвілля Київського національного університету культури і мистецтв.

## Життєпис
Микола Миколайович Бровко народився 8 березня 1951 року в. м. Носівка на Чернігівщині. Випускник Носівської середньої школи № 1.
Голова редакційної колегії збірників матеріалів міжнародних наукових конференцій «Молодь у сучасному світі: філософсько-культурологічні виміри» (2009) та «Сучасна молодь і проблема життєвих цінностей: філософські та етико-культурологічні виміри» (2010).
Відповідальний редактор альманаху «Актуальні філософські та культурологічні проблеми сучасності» (2010).
Відповідальний редактор колективних монографій «Культура в сучасних трансформаційних процесах», «Людина в сучасному цивілізаційному процесі: філософсько-культурологічні та етико-естетичних виміри», «Культуротворчі виміри людини в сучасному універсумі», автор монографій «Мистецтво як естетичний феномен», «Мистецтво: філософсько-культурологічні виміри».

## Професійна діяльність
1974 — закінчив Київський національний лінгвістичний університет. Працював завідувачем навчально-методичного кабінету Київського вищого військового інженерного училища зв'язку
1974—1981 — викладач кафедри етики й естетики Київського національного лінгвістичного університету
1985—1999 — доцент, професор кафедри суспільних наук Київського лінгвістичного університету
1999—2002 — професор Міжнародного інституту лінгвістики та права
2002 — професор кафедри теорії, історії та практики культури Державної академії керівних кадрів культури і мистецтв

## Коло наукових інтересів
- когнітивно-креативний потенціал української культури,
- становлення культурологічного знання, людина в сучасному цивілізаційному процесі в контексті філософсько-культурологічних та етико-естетичних вимірів,
- проблеми активності мистецтва в соціокультурному процесі,
- мистецтво як естетичний феномен,
- взаємозв'язки мистецтва і релігії.

## Профілі
Google Scholar: https://scholar.google.com.ua/citations?hl=ru&user=eDnYaDcAAAAJ
ORCID iD: https://orcid.org/0000-0002-6352-1976

## Публікації
Автор монографій:
- «Активність художньої свідомості у системі культури» (1993),
- «Предмет естетики і мовознавство» (1994),
- «Історико-теоретичні аспекти активності мистецтва» (1995),
- «Активність мистецтва в культурно-історичному процесі» (1995),
- «Мистецтво, як естетичний феномен» (1999).